# Sweet Little Sixteen
"Sweet Little Sixteen" is een nummer van de Amerikaanse muzikant Chuck Berry. Het nummer verscheen in januari 1958 als single. Later dat jaar stond het ook op zijn album One Dozen Berrys.

## Achtergrond
"Sweet Little Sixteen" is geschreven door Berry en geproduceerd door Leonard en Phil Chess. Berry gebruikte de melodie van dit nummer eerder al in "The Little Girl from Central", dat hij in 1955 al had opgenomen. Op "Sweet Little Sixteen", dat op 29 en 30 december 1957 werd opgenomen, speelde Berry zelf de gitaar en werd hij begeleid door pianist Lafayette Leake, basgitarist Willie Dixon en drummer Fred Below. Berry speelde het nummer op het Newport Jazz Festival in 1958. Dit optreden is te zien in de documentaire Jazz on a Summer's Day.
"Sweet Little Sixteen" werd een van de grootste hits van Berry. Het bereikte de tweede plaats in de Billboard Hot 100. Enkel de singles "Memphis, Tennessee" (nummer 2 in 1959) en "My Ding-a-Ling" (nummer 1 in 1972) hadden een minstens even hoge piek. Daarnaast werd het een nummer 1-hit in de Amerikaanse r&b-lijst en bereikte het de zestiende plaats in de Britse UK Singles Chart. In 2010 zette het tijdschrift Rolling Stone het nummer op plaats 277 in hun lijst The 500 Greatest Songs of All Time.

## Covers en inspiratie
"Sweet Little Sixteen" is op 10 juli 1963 gecoverd door The Beatles tijdens een opname voor het BBC-radioprogramma Pop Go The Beatles, dat op 23 juli werd uitgezonden. In 1994 verscheen deze versie op het album Live at the BBC. In 1973 nam Beatle John Lennon opnieuw een cover van het nummer op voor zijn coveralbum Rock 'n' Roll, geproduceerd door Phil Spector, dat in 1975 werd uitgebracht. Andere versies werden opgenomen door The Hollies (Would You Believe?), Ten Years After (Watt), The Rainbows, Road en Silicon Teens (Music for Parties).
Brian Wilson schreef een tekst op de melodie van "Sweet Little Sixteen" voor de single "Surfin' U.S.A.", de eerste top 10-hit van zijn band The Beach Boys. In eerste instantie werd alleen Wilson genoemd als schrijver van het nummer, maar later werd ook Berry toegevoegd. Dit gebeurde nadat in 1966 de auteursrechten aan Berry waren overgedragen door Murry Wilson, manager van de band en vader van onder andere Brian Wilson. Dit deed hij om een rechtszaak van Berry tegen Brian Wilson en The Beach Boys te voorkomen. Hierdoor ontvingen de bandleden geen geld meer voor het lied, waar ze pas 25 jaar na het uitbrengen van het nummer achter kwamen.